# Eduard Grigorjewitsch Senowka
Eduard Grigorjewitsch Senowka (russisch Эдуард Григорьевич Зеновка; * 26. April 1969 in Moskau) ist ein ehemaliger russischer Pentathlet.

## Karriere
Bei seiner ersten Olympiateilnahme bei den Spielen 1992 in Barcelona errang er mit dem Vereinten Team der Länder der Gemeinschaft Unabhängiger Staaten eine Silbermedaille im Mannschaftswettbewerb, in der Einzelkonkurrenz gewann er die Bronzemedaille. Vier Jahre später bei den Spielen in Atlanta wurde er für Russland startend im Einzelwettbewerb Zweiter und sicherte sich so eine weitere Silbermedaille.
Mit der russischen Mannschaft wurde er 1990 und 1991 Weltmeister. 1997 wurde er mit dieser nochmals Dritter. Mit der Staffel gewann er 1999 Silber.
1993 war er in einen schweren Verkehrsunfall verwickelt, der von Senowka, der Ermittlungen zufolge zum Unfallzeitpunkt schwer betrunken war, verursacht wurde. Seine Verlobte Oksana Kostina, mehrfache Weltmeisterin in der Rhythmischen Sportgymnastik, erlag im Alter von 20 Jahren im Krankenhaus ihren Verletzungen. Er ist heute verheiratet mit der Turnchoreographin Irina Senowka.